# Joop Carp
Johan Robert "Joop" Carp, né le 30 janvier 1897 sur l'île de Java et mort le 25 mars 1962 à Johannesbourg, est un skipper néerlandais.

## Biographie
Avec son frère Berend Carp et Piet Wernink sur le voilier Oranje, il remporte la médaille d'or du 6.5m SI aux Jeux olympiques de 1920 à Amsterdam. Il est diplômé de l'université de Leyde en 1921 et devient avocat.
Aux Jeux olympiques de 1924 à Paris, il est médaillé de bronze du 6 Metre sur le Willem-Six avec Jan Vreede et Anthonij Guépin. Il participe également à la course de 6 Metre des Jeux olympiques de 1928 à Amsterdam, terminant à la huitième place sur le DeRuyter.